# مونته‌کاسیانو
مونته‌کاسیانو (به ایتالیایی: Montecassiano) یک کومونه در ایتالیا است که در استان ماچه‌راتا واقع شده‌است.

## خصوصیات
مونته‌کاسیانو ۳۳٫۰ کیلومترمربع مساحت و ۶٬۸۳۰ نفر جمعیت دارد و ۲۱۵ متر بالاتر از سطح دریا واقع شده‌است.